# Frederick W. Mulkey
Frederick W. Mulkey (Portland, 1874. január 6. – Portland, 1924. május 5.) az Amerikai Egyesült Államok szenátora (Oregon, 1907 és 1918).